# جو وليامز (سياسي)
جو وليامز (بالإنجليزية: Joe Williams) هو طبيب وسياسي نيوزلندي، ولد في 4 أكتوبر 1934 في جزر كوك. حزبياً، نشط في حزب جزر كوك ‏. وقد انتخب عضو برلمان جزر كوك ‏.